# Psittrichasiidae
Psittrichasiidae là một họ Vẹt gồm 2 phân họ Psittrichasinae và
Coracopsinae, chúng được tìm thấy ở New Guinea và Indian Ocean Islands.

## Loài
Phân họ Psittrichasinae
- Chi Psittrichas
  - Psittrichas fulgidus;

Phân họ Coracopsinae
- Chi Coracopsis
  - Coracopsis nigra;
  - Coracopsis vasa.